# Triunvirato amapaense de 1894
O Triunvirato amapaense de 1894 ocorreu na região do Contestado Franco-brasileiro na Vila do Espírito Santo (atual município de Amapá) no Amapá. Era composto por:
- Manuel Gonçalves Tocantins
- Desidério Antônio Coelho
- Francisco Xavier da Veiga Cabral

O triunvirato assumiu o governo da região em 26 de dezembro de 1894 e durou até maio de 1895, quando ocorreu a Intrusão Francesa no Amapá. O embate contra a Guiana Francesa foi liderado por Veiga Cabral.